# Eobasileus cornutus

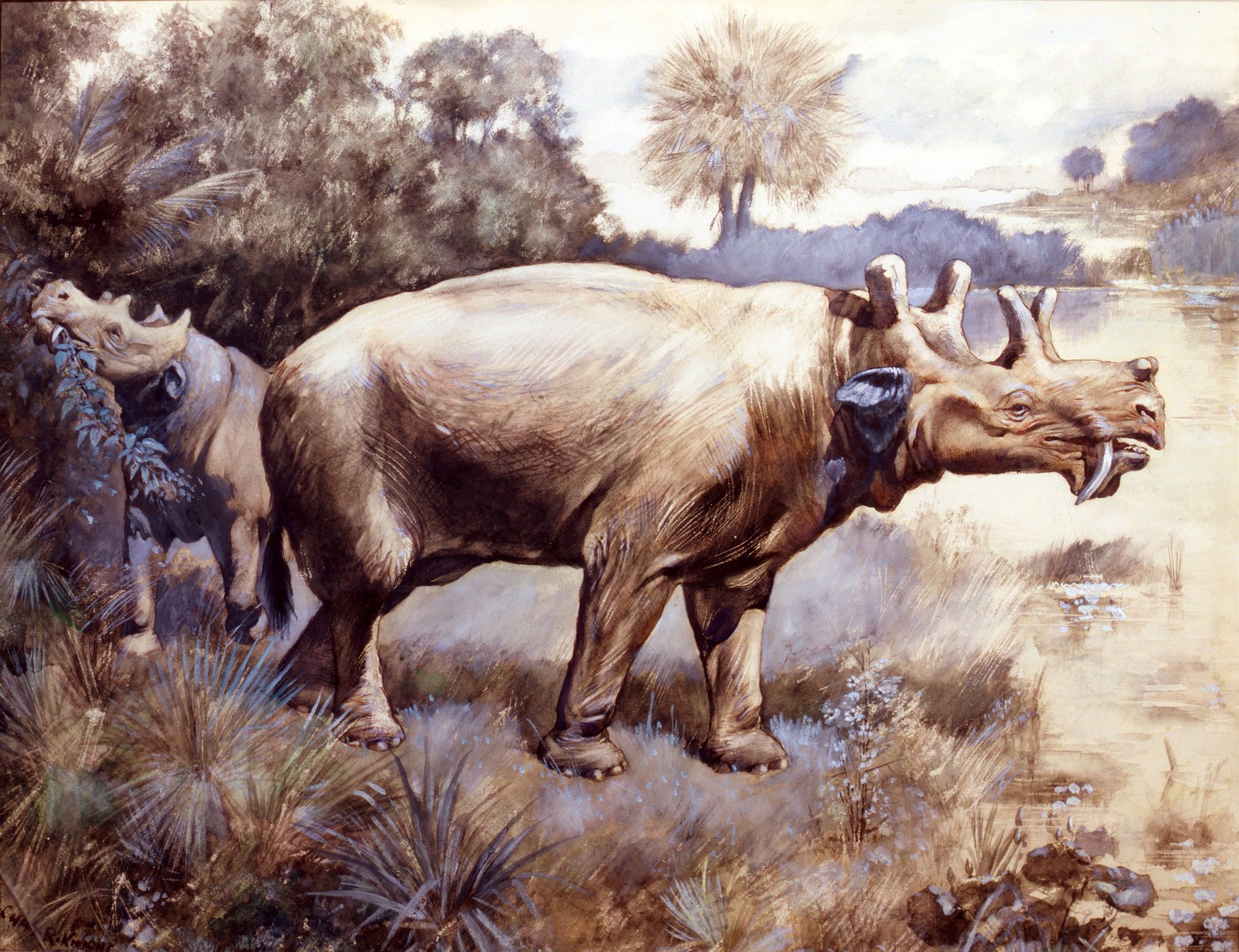
Restauración por Charles R. Knight.

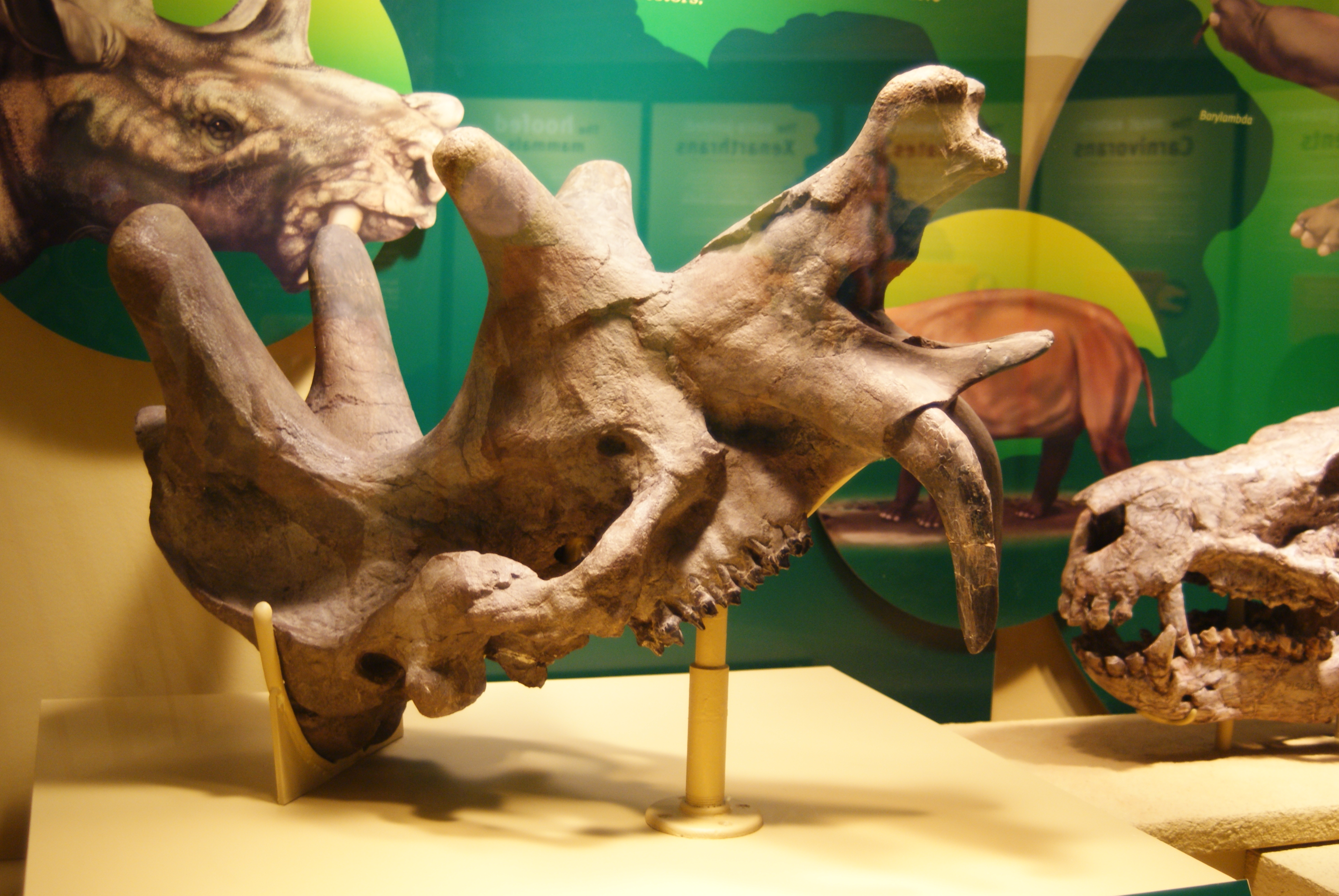
Cráneo en el Museo Field

Eobasileus cornutus ("rey del amanecer con cuerno") es un género y especie extintos de mamífero placentario herbívoro del orden Dinocerata que habitó en América del Norte durante el Eoceno.
Eobasileus recuerda vagamente a un rinoceronte actual. Su aspecto era muy similar a su pariente, el Uintatherium. Eobasileus medía unos 4 metros de longitud y medía 2.1 metros de altura hasta los hombros; y con peso de más de 4.000 kilogramos era el mayor entre los uintatéridos. Al igual que Uintatherium, tenía tres pares de cuernos romos en su cráneo, posiblemente cubiertos con piel como los osiconos de las jirafas. El par frontal puede haber estado compuesto de queratina, como los cuernos de los rinocerontes. Eobasileus también poseía un par de grandes colmillos superiores que sobresalían de la mandíbula y se alojaban en proyecciones óseas de la mandíbula inferior.